# Ada Conformity Assessment Test Suite
Die Ada Conformity Assessment Test Suite (ACATS) ist eine Sammlung von Testprogrammen, die sicherstellen sollen, dass eine Kombination von Ada-Compiler, Host- und Target-Prozessor den Sprachstandard spezifikationskonform unterstützt. Eine im Folgenden Ada-Prozessor genannte Kombination, die den Test besteht, wird als validiert bezeichnet.
In den Vorbemerkungen des ACATS steht:
Conformity assessment does not ensure that a processor has no nonconformities to the Ada standard other than those, if any, documented in this report. The compiler vendor declares that the tested processor contains no deliberate deviation from the Ada standard; a copy of this Declaration of Conformity is presented immediately after the certificate.
Frei übersetzt bedeutet das so viel wie: „Der Hersteller erklärt, dass der Ada-Prozessor nicht mutwillig vom Standard abweicht, es können jedoch im Einzelfall Abweichungen auftreten.“
Der zweite Absatz geht näher auf die Wirkungsabsicht der Überprüfung ein:
It is important to note the scope and intent of conformity assessment. The purpose of conformity assessment is to ensure that Ada processors achieve a high degree of conformity with the Ada standard (Ada95 as corrected by [TC1]). Characteristics such as performance and suitability for a particular application are not specified by the standard, and thus are outside the scope of Ada conformity assessment. Moreover, the ACATS is a set of test programs intended to check broadly for correct implementation; it is not possible to exhaustively test for conformity. Thus, conformity is checked only to the extent of these tests; processors that are certified as conforming may fail to conform to the standard in ways peculiar to each, under particular circumstances.
Der zweite Absatz sagt so viel aus wie: „Die Überprüfung soll sicherstellen, dass Ada-Prozessoren möglichst die Spezifikation der Sprache erfüllen. Die Überprüfung, ob sich das Programm für einen bestimmten Zweck einsetzen lässt, ist nicht Aufgabe dieser Werkzeuge. Auch kann eine Überprüfung niemals vollständig sein, so dass auch ein validierter Ada-Prozessor möglicherweise an anderer Stelle von der Spezifikation abweicht.“